# 何經
何經（1428年—1495年），字宗易，號磐齋，廣東廣州府順德縣，明朝政治人物。景泰甲戌進士，成化間累官鄖陽撫治。

## 生平
廣東鄉試第二十三名舉人。景泰五年（1454年）甲戌科進士。歷工部郎中，累升广西左政使，迁右副都御史，抚治郧阳。成化二十三年（1487年）以疾致仕，弘治八年（1495年）五月二十九日卒。

## 家族
曾祖何□□。祖父何□安。父何彧。